# Herculaneum

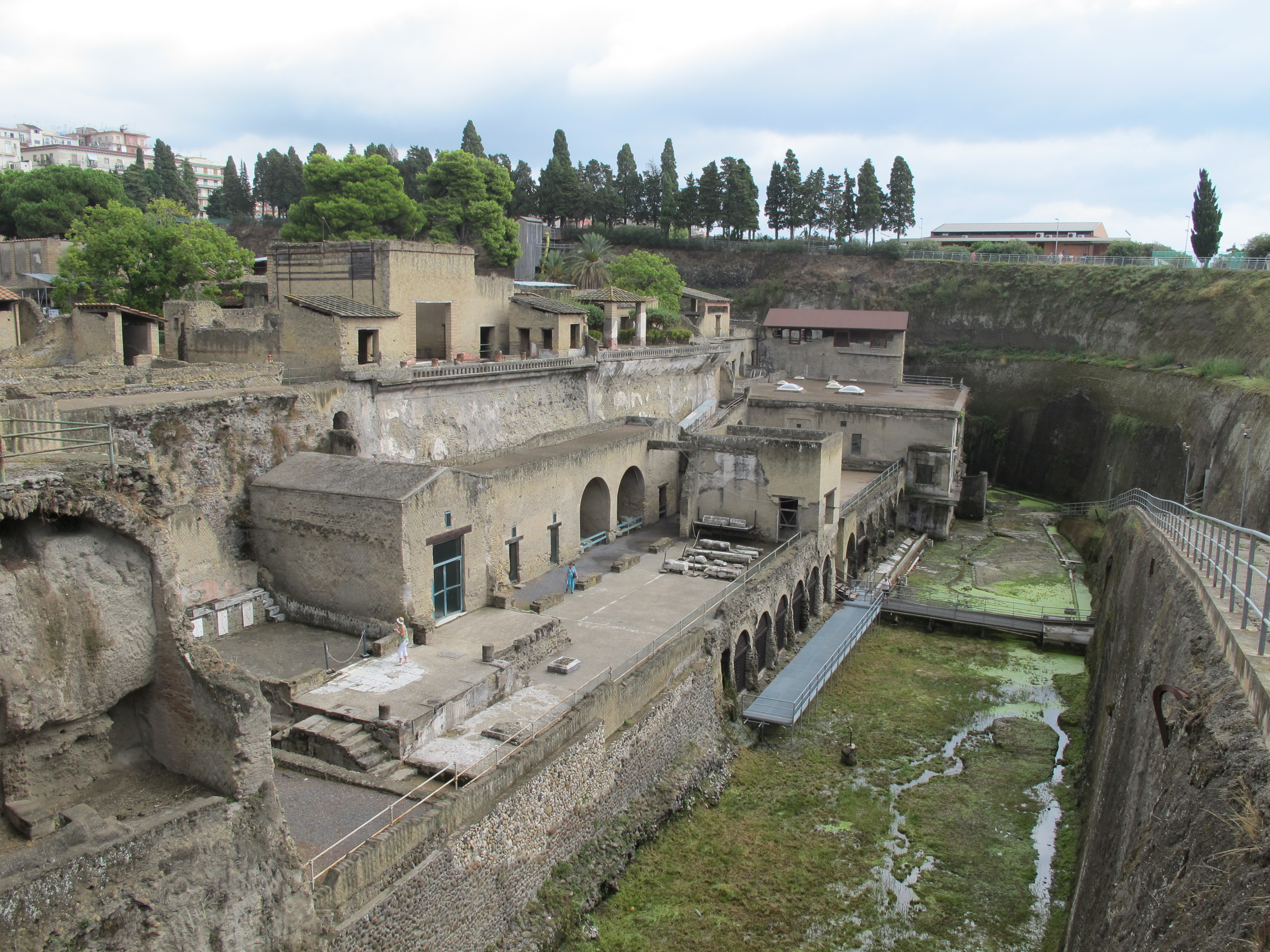
Excavările de la Ercolano

Herculaneum sau Herculanum (în italiană Ercolano) a fost un oraș antic în Campania care a fost distrus în anul 79 d.Hr., la fel ca și localitățile învecinate Pompeii și Stabiae, din cauza erupției vulcanului Vezuviu, fiind acoperit cu cenușă.